# شفوية (آلة موسيقية)
الشَّفَوِيَّة أو الأُرْغُن الفموي (بالإنجليزية: Mouth organ) هي أي آلة هوائية ذات لسان حر تحتوي على حجرة هوائية واحدة أو أكثر مزودة بلسان حر.على الرغم من أنها تمتد إلى العديد من التقاليد، إلا أنها تُعزف بالطريقة نفسها عالميًا من خلال وضع العازف شفتيه على حجرة أو ثقوب في الآلة، ونفخ الهواء أو مصه لإصدار صوت. يمكن العزف على العديد من الحجرات معًا أو كل منها على حدة.
يمكن العثور على الشفوية في جميع أنحاء العالم وتُعرَف بأسماء مختلفة عديدة وتظهر في العديد من التقاليد المختلفة. تشمل أبرز التنويعات الهرمونيكا وآلات النفخ الآسيوية ذات الألسنة الحرة التي تتكون من عدد من أنابيب الخيزران المتباينة الأطوال المثبتة في صندوق نفخ؛ وتشمل هذه الآلات الشَّنْغ، والكِين ، واللَّوْشَنْغ، واليُو ، والشُّو والسِّنْوَان. الميلوديكا، التي تتكون من أنبوب واحد يُنفخ فيه أساسًا من خلال لوحة مفاتيح، هي نوع آخر من الشفويات.